# Meinrad von Gallenstein
Meinrad Thaurer von Gallenstein OSB (* 24. März 1811 in Graz; † 3. August 1872 in Klagenfurt) war ein österreichischer Benediktinermönch und Naturforscher.

## Leben
Franz Xaver von Gallenstein, Sohn von Johann Thaurer Ritter von Gallenstein und Josepha geb. von Stari, trat 1830 in das Benediktinerstift St. Paul ein, nahm den Ordensnamen Meinrad an, legte am 1. April 1834 das Ordensgelübde ab und wurde 1834 zum Priester geweiht. Danach war er Kooperator an der Stiftspfarre und ab 1838 erst provisorischer Lehrer und ab 1840 Professor am Stiftsgymnasium und ab 1844 Professor am öffentlichen Gymnasium in Klagenfurt. 1848 war es zu einem Konflikt von mehreren Patres, darunter Gallenstein, mit Abt Ferdinand Steinringer wegen der hohen Schuldenlast des Stifts gekommen. Die Patres hatten sich offiziell beschwert und man erwog bereits die Entlassung der Beschwerdeführer aus dem Orden und als Lehrer, wozu es aber am Ende nicht kam.
Er sammelte und befasste sich mit Conchylien und Schmetterlingen aus Kärnten und war 1846 Initiator der Gründung des Naturhistorischen Landesmuseums in Klagenfurt. Nach Rudolf Sturany war er der erste ernstzunehmende Forscher, der sich mit der Fauna von Kärnten befasste.
Er war Auswärtiges Mitglied der naturforschenden Gesellschaft zu Bamberg und wurde 1853 Mitglied der Zoologisch-Botanischen Gesellschaft in Wien. Seine Sammlung von Land- und Süßwasserschnecken stiftete er größtenteils dem Landesmuseum Kärnten, ebenso wie weitere zoologische Sammlungen zum Beispiel von Reptilien und Amphibien, aber auch Mineralien und Fossilien. Von ihm stammt ein Verzeichnis der Mollusken Kärntens (1852).

## Schriften
- Systematisches Verzeichnis der in der Provinz Kärnten bisher entdeckten Land- und Süßwasser-Conchylien. Laibach 1848.
- Kärntens Land- und Süsswasser-Conchylien. In: Jahrbuch des naturhistorischen Landesmuseums von Kärnten. 1, 1852, 57–134.